# Tromostovlje
Tromostovlje je bilo predloženi zagrebački kvart uz Savu, koji bi graničilo s kvartovima Kajzericom, Laništem, Jaruščicom i Blatom. 
Iako mu je ime slično kao i glavni trg u Ljubljani, Tromostovje, nije isto. Kvart se zove Tromostovlje jer bi se njemu nalazila tri mosta - Jadranski most, Savski most i još neizgrađeni Jarunski most. To isto područje danas je podijeljeno na urbanističke planove Savski park i Remetinec–rotor.
Na tom području se danas uz Remetinečki rotor nalazi trgovačka zona, a dalje na zapadu nedovršena Sveučilišna bolnica. 2007. je bio propisan arhitektonski natječaj. Na proljeće 2008. tamo se trebalo sagraditi nekoliko stambenih (9-26 katova) i poslovnih (26 – 46 katova) nebodera, ali to nije izvršeno.

## Vanjske poveznice
- DAZ  Arhivirana inačica izvorne stranice od 25. veljače 2008. (Wayback Machine)
- Slika 1  Arhivirana inačica izvorne stranice od 11. listopada 2007. (Wayback Machine)
- Slika 2  Arhivirana inačica izvorne stranice od 14. listopada 2007. (Wayback Machine)